# Plac Bohaterów w Budapeszcie

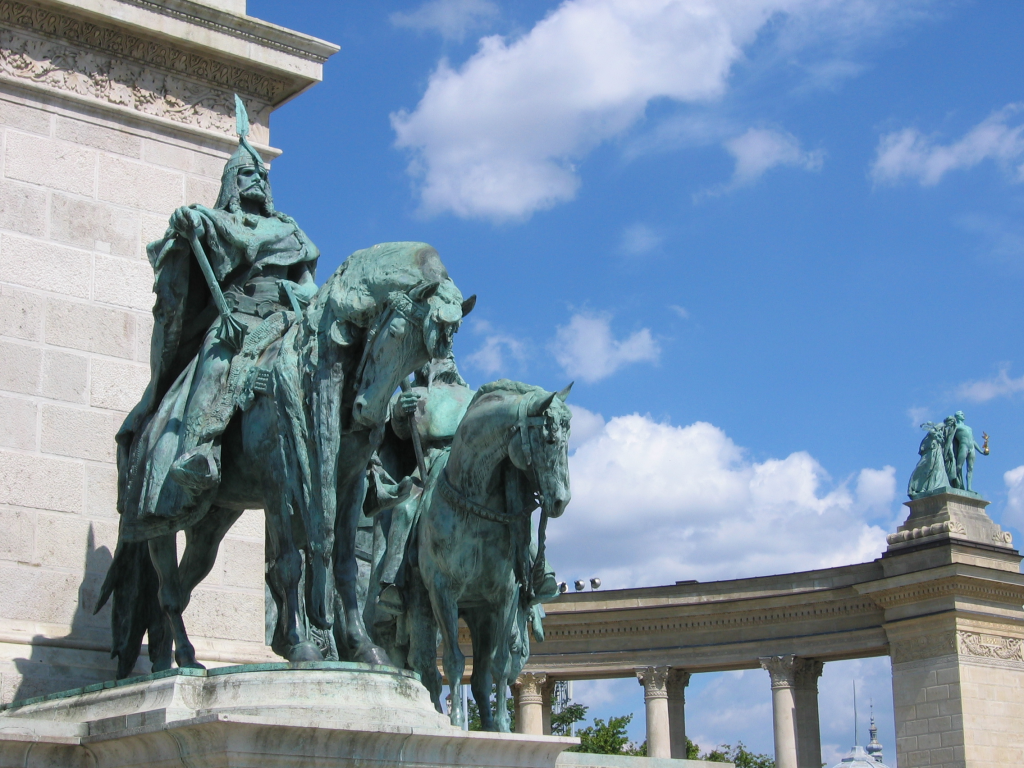
Pomnik księcia Arpada

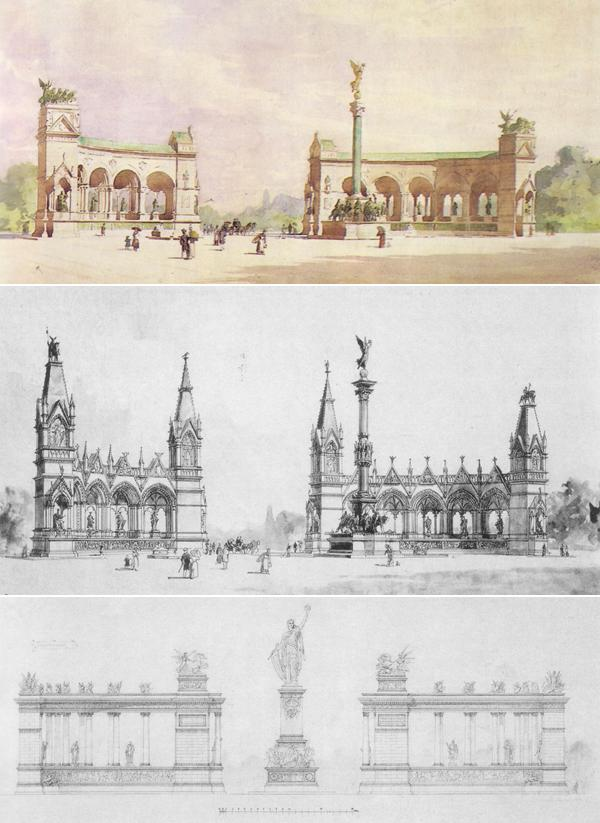
Projekty różnych wersji Pomnika Tysiąclecia

Plac Bohaterów (węg. Hősök tere, nazywany również placem Tysiąclecia lub placem Millenijnym) – jeden z największych i najważniejszych placów w Budapeszcie. Położony jest w VI dzielnicy (Terézváros – Miasto Teresy), na końcu Andrássy útca, przy Parku Miejskim (Városliget). Przy placu znajduje się stacja metra Hősök tere, budapeszteńskiej linii M1.
Po obu stronach placu znajdują się okazałe budynki Muzeum Sztuk Pięknych (Szépművészeti Múzeum), w eklektyczno-klasycystycznym stylu (wybudowane w latach 1900–1906) oraz Pałacu Sztuki (Műcsarnok), z roku 1895 (w takim samym stylu jak Muzeum). Architektem i pomysłodawcą takiej konstrukcji był Albert Schickedanz.
Zakończenie wszystkich prac na placu Bohaterów nastąpiło dopiero w 1929. Wtedy też na placu znalazł się pomnik (Hősök emlékkövét) poświęconym poległym podczas I wojny światowej (stąd oficjalna nazwa placu).
Plac przez cały okres swojego istnienia był miejscem wielu demonstracji politycznych. W czasie Węgierskiej Republiki Rad zniszczono znajdujący się tutaj pomnik Franciszka Józefa (odbudowano go w nieco innej formie w 1926), a całość pokryto czerwoną draperią. Po II wojnie światowej stanął na placu pomnik Stalina, zniszczony przez Węgrów podczas powstania w 1956; następnie władze ustawiły pomnik Lenina, który po upadku komunizmu zawędrował do specjalnego parku pomników. W 1989 250 tysięcy ludzi zebrało się tutaj podczas symbolicznego pogrzebu Imre Nagy i anonimowych powstańców z 1956.

## Pomnik Tysiąclecia
Najważniejszym obiektem na placu jest Pomnik Tysiąclecia (Millenniumi emlékmű), którego budowę rozpoczęto 1896 z okazji hucznie obchodzonego 1000-lecia państwa węgierskiego. Autorem projektu był Albert Schickedanz, a wykonawcą – rzeźbiarz György Zala. Na środku wznosi 36-metrowa kolumna archanioła Gabriela, który według legendy miał okazać się pierwszemu królowi Stefanowi i nakazał przyjęcie korony. Posąg został wyróżniony podczas wystawy światowej w Paryżu w 1900. Cokół kolumny otaczają posągi jeźdźców – księcia Arpada i sześciu jego wodzów, którzy na przełomie VIII i IX wieku przyprowadzili Madziarów na teren dzisiejszych Węgier.

### Kolumnada
Kolumnę z archaniołem Gabrielem otacza półkolista kolumnada, podzielona na dwie części. Przedstawia ważne postacie z węgierskiej historii:
od lewej
- św. Stefan,
- król Władysław I,
- król Koloman,
- Andrzej II,
- Bela IV,
- Karol Robert,
- Ludwik I (w Polsce Ludwik Węgierski),

a w następnej części
- Jan Hunyady,
- Maciej Korwin,
- Stefan Bocskai (Bocskai István) – przywódca powstania antyhabsburskiego z XVIII w.,
- Gábor Bethlen,
- Imre Thököly,
- książę Franciszek II Rakoczy,
- Lajos Kossuth.

Rozpiętość ramion kolumnady wynosi 85 metrów – górne krawędzie zdobią posągi Pracy i Dobrobytu oraz Wiedzy i Chwały, a także boga Wojny i bogini Pokoju.
Początkowo ostatnie pięć miejsc w lewej kolumnadzie zajmowali monarchowie węgierscy z dynastii Habsburgów – Ferdynand I, Leopold I, Karol III, Maria Teresa i Franciszek Józef I. Posągi te zostały uszkodzone podczas II wojny światowej i po 1945 zastąpione obecnymi postaciami.
Podczas swej Podróży apostolskiej na Węgry dnia 20 sierpnia 1991 papież Jan Paweł II odprawił na placu Millenijnym mszę świętą.